# Cordulegastridae
Famille
La famille des Cordulegastridae ou Cordulegastridés fait partie des Anisoptères dans l'ordre des Odonates. Anciennement, cette famille était considérée comme une sous-famille des Libellulidae. Elle comprend des libellules sombres de grande taille marquées de bandes jaunes. On les retrouve le long des ruisseaux forestiers volant à la surface de l'eau.  
Les Cordulegastridae déposent habituellement leurs œufs dans une eau peu profonde à substrat sableux. Lors de la ponte, la femelle place son corps à la verticale et trempe le bout de son abdomen dans l'eau afin d'y déposer ses œufs.
Le nom Cordulegastridae vient du grec Kordylinus qui veut dire 'forme de massue' et Gaster, 'ventre'. 

## Listes des genres
Selon BioLib (19 janvier 2023) :
- Anotogaster Selys, 1854
- Cordulegaster Leach, 1815 - seul genre européen
- Neallogaster Cowley, 1934

Selon Catalogue of Life (25 janvier 2025) :
- Anotogaster Selys, 1854
- Cordulegaster Leach in Brewster, 1815
- Kuldanagaster Yosuf & Yonus, 1974
- Neallogaster Cowley, 1934
- Sonjagaster Lohmann, 1992
- Thecagaster Selys, 18
- Zoraena  Kirby, 1890

## Galerie

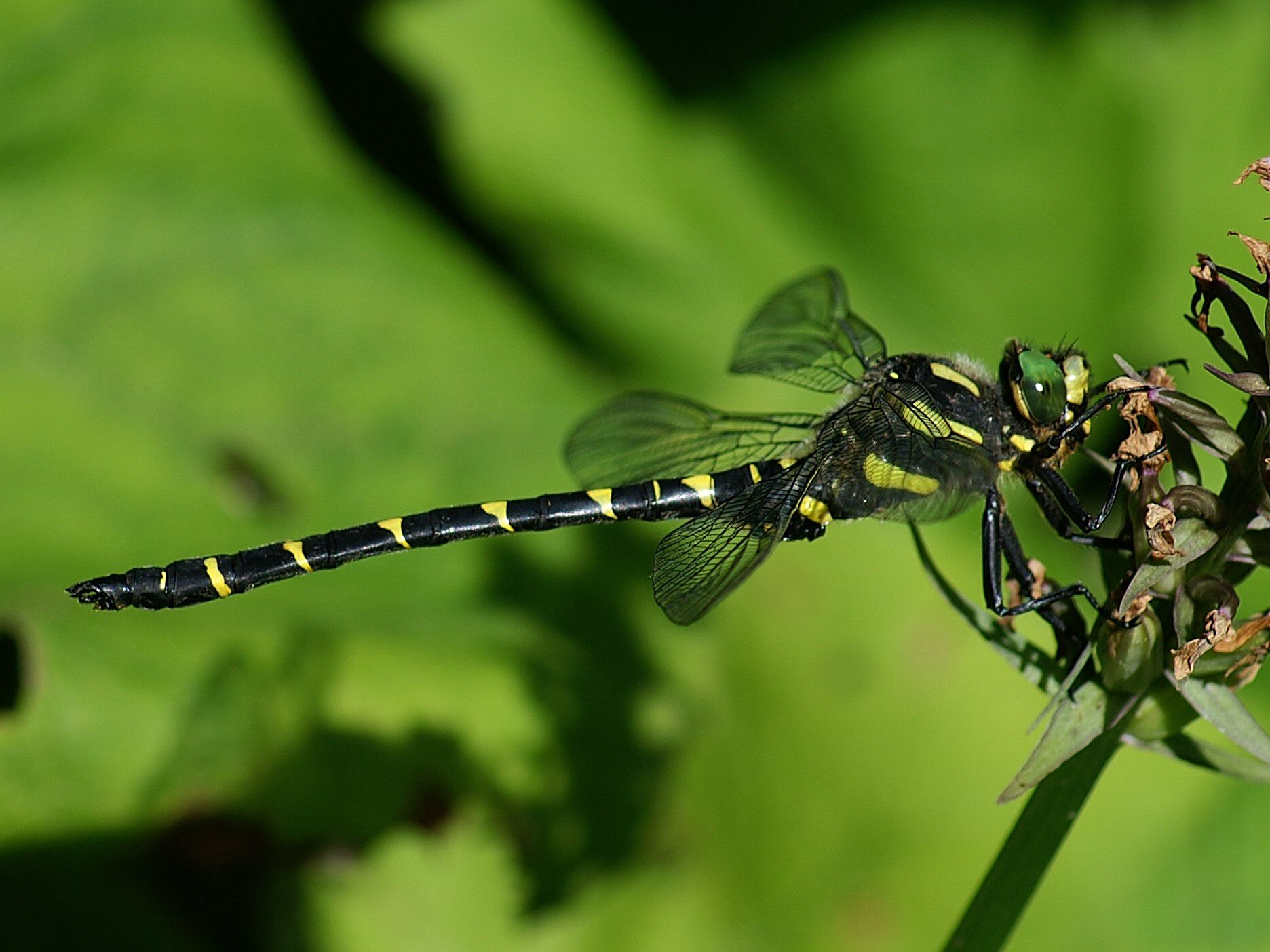
Cordulegaster bidentata
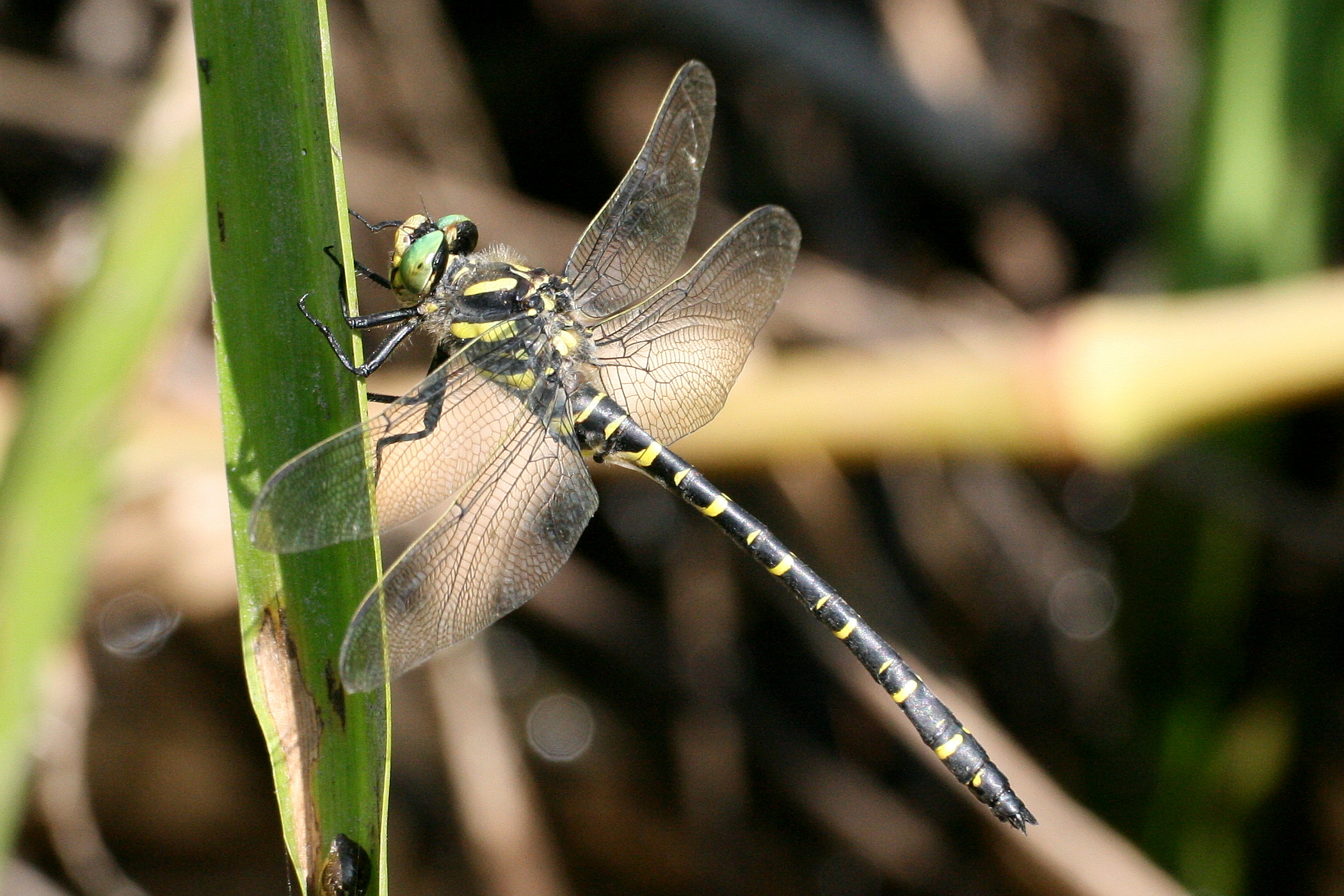
Cordulegaster boltonii mâle
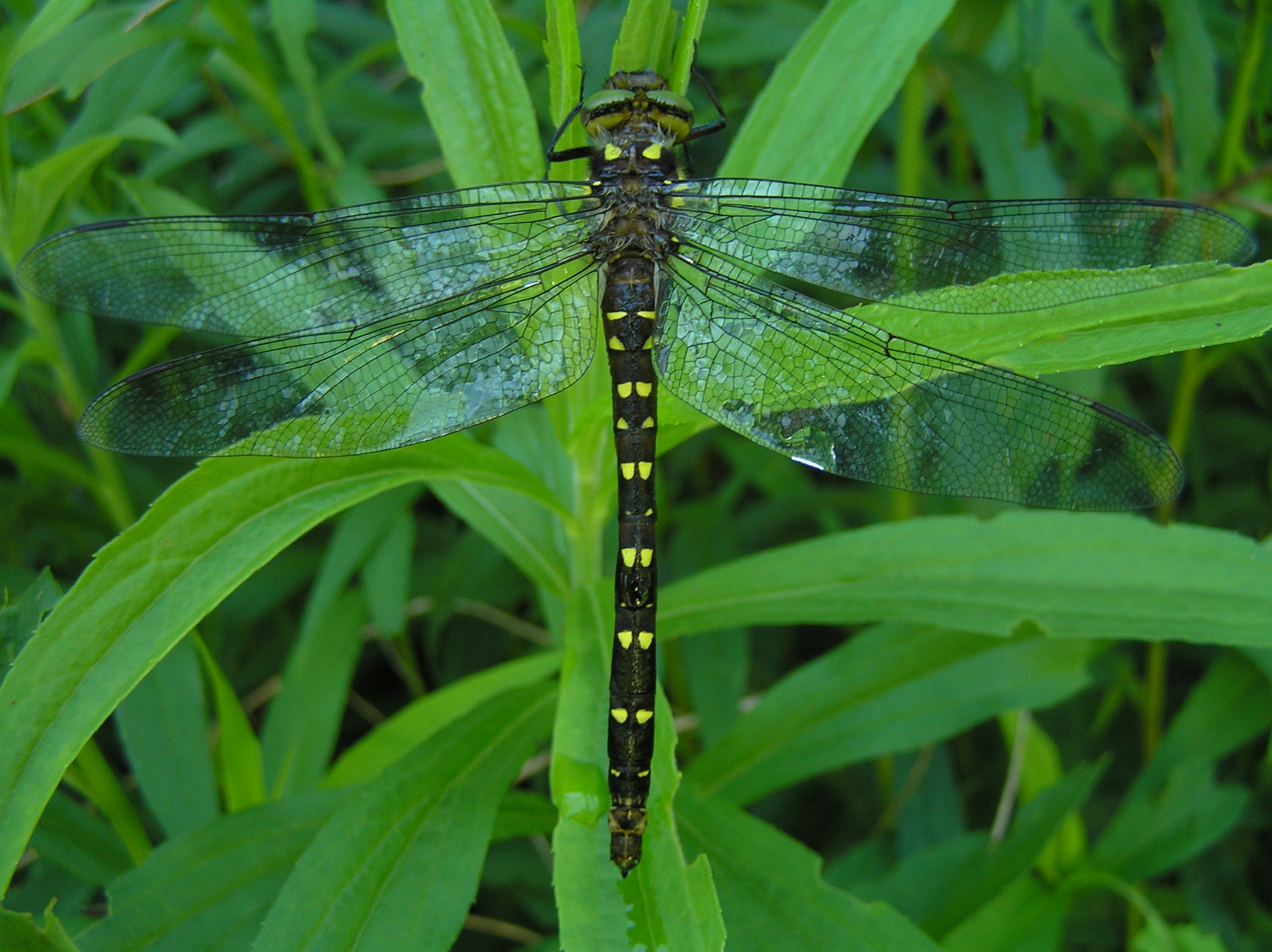
Cordulegaster maculata
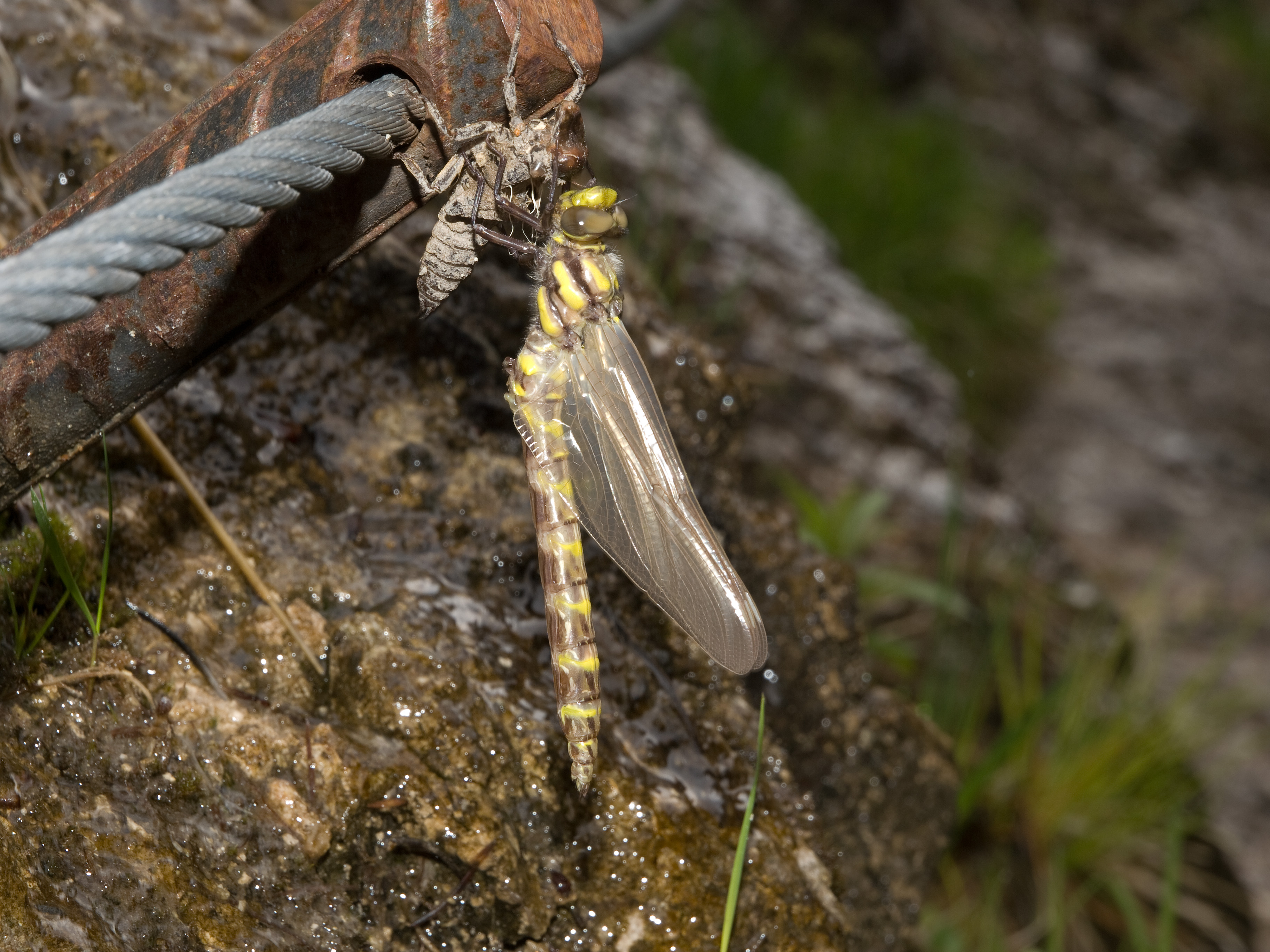
Émergence de Cordulegaster sp.
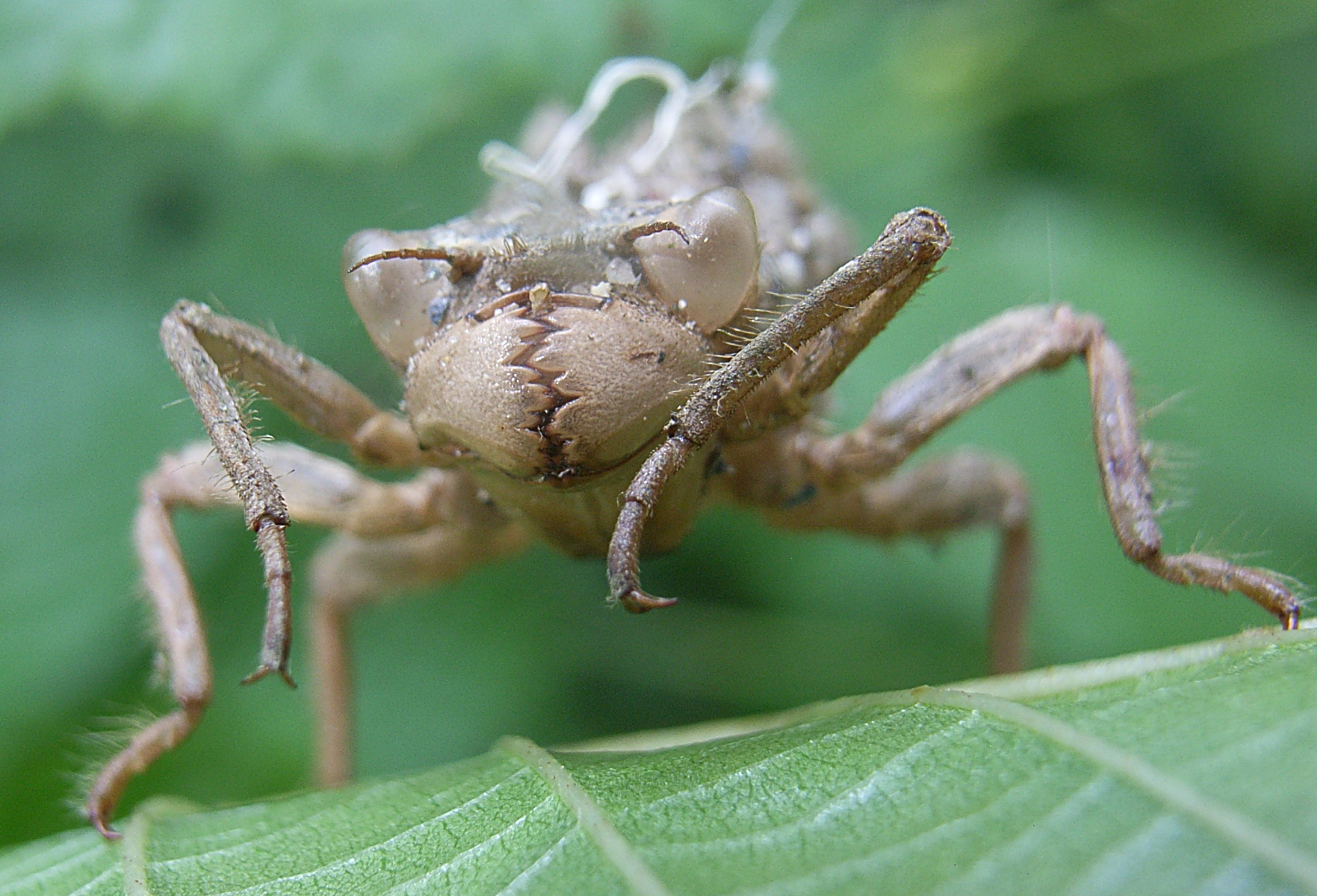
Exuvie de Cordulegaster sp.